# بيدرو بابلو أوليفا
بيدرو بابلو أوليفا رودريغيز (بينار ديل ريو، كوبا، 15 يناير 1949) هو رسام كوبي. ينتمي إلى UNEAC (الاتحاد الوطني للكتاب والفنانين في كوبا) و AIAP (الرابطة الدولية للفنون التشكيلية).

## النشأة
درس أوليفا الفن من 1961 إلى 1964 في المدرسة الإقليمية للفنون التشكيلية في بينار ديل ريو. تخصص في الرسم في المدرسة الوطنية للفنون في كوبا في هافانا، حيث تخرج في عام 1970.

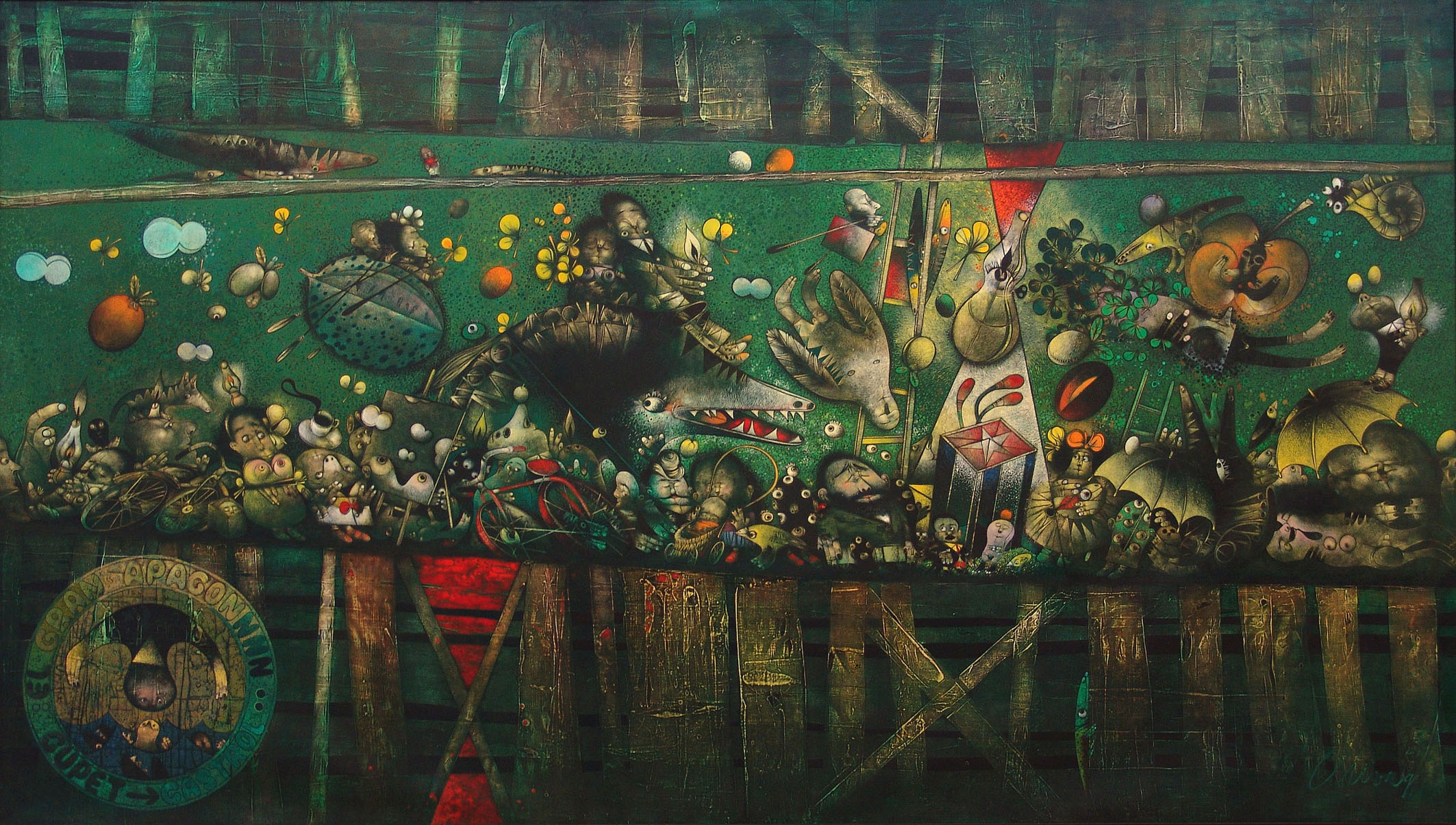
التعتيم الكبير، وسلسلة الملاجئ، 1994

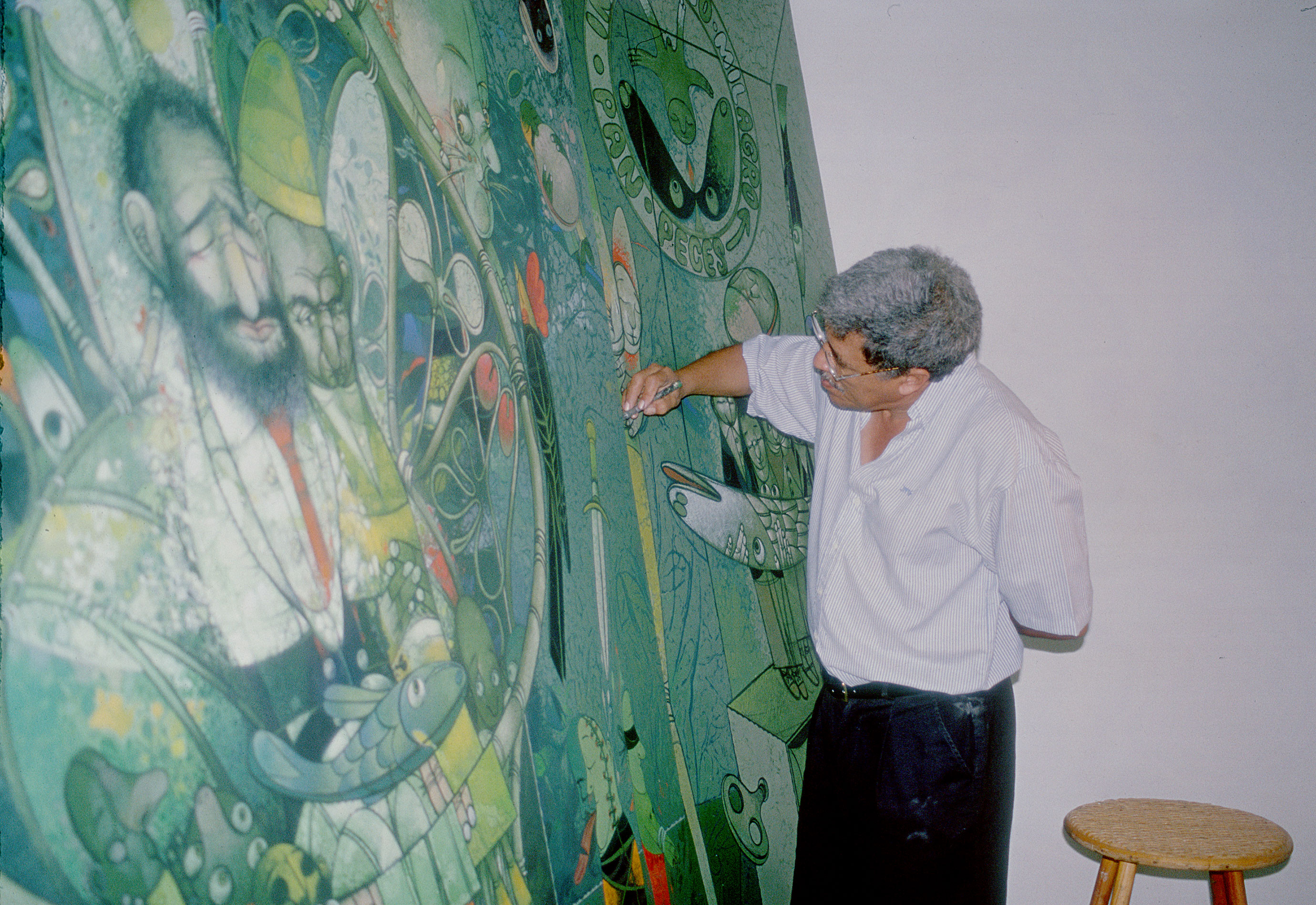
بيدرو بابلو أوليفا، اللوحة المعجزة التي تحتوي على الخبز والسمك، 1998 هافانا القديمة

## المهنة
منذ عام 1974، تم تقديم أعمال أوليفا في المعارض الفردية والجماعية في كوبا وكذلك على المستوى الدولي. يمكن رؤية أعماله في المتحف الوطني للفنون الجميلة في هافانا وفي مجموعات في كندا وفرنسا وإيطاليا وإسبانيا والبرازيل وسويسرا والمكسيك وألمانيا والولايات المتحدة.
في عام 1998 أسس أوليفا ومولت استوديو بيدرو بابلو أوليفا في بينار ديل ريو بهدف الترويج للفن والأدب والثقافة في مقاطعته الأصلية. وقد تم الاعتراف به رسميًا من قبل العديد من المؤسسات في كوبا.
ينتمي أوليفا إلى الاتحاد الوطني للكتاب والفنانين في كوبا (UNEAC)، والمجلس الوطني والرابطة الدولية للفنون التشكيلية (AIAP). في عام 2011، طردته الحكومة الكوبية كمندوب في الجمعية الوطنية للسلطة الشعبية في مقاطعة بينار ديل ريو. كان الدافع وراء الفصل هو نشر رسالة من أوليفا التي انتقدت كوبا في مدونة يوياني سانشيز الناشطة عبر الإنترنت، وببيانات أدلى بها للصحافي ادموندو غارسيا في برنامجه «التحركات بعد الظهر». محطة تلفزيونية في ميامي.  
بيدرو بابلو أوليفا هو من بين أبرز المبدعين في المشهد الفني الكوبي في كل العصور. يتم الجمع بين نظرته نحو الواقع والحساسية والخيال والمعنى الأخلاقي، وتزوير عمل متعدد الجوانب وجريء، ملتزم بوقته ومتوافر في الإتقان التقني والعمق العاطفي والترابط المفاهيمي. مع ذلك، فاضت مع الإطار الأيديولوجي والجمالي لجيل «جيل من الأمل» في السبعينيات من القرن الماضي، للمشاركة في الواقع الاجتماعي والثقافي والسياسي لبلدها من منظور متجدد وشخصي باستمرار.
وفقا للناقد الكوبي هورتنسيا مونتيرو، «في حرصه على عكس الحياة اليومية، فإن أعمال بيدرو بابلو أوليفا تشكل تمرينًا أخلاقيًا من خلال تبسيط التجارب وإزالة الأساطير عن الأساطير الكاذبة، من الإسقاط النقدي والصارم للمخالفات ومنغمسين في فرد المجتمع، له غير قابل للعلاج مهنة الفلسفية تدقق القيم للإنسان تناولها مع جذور أخلاقية عميقة الجمالية. له الفكاهة الحرجة والصور السحرية من لغته الجدد التصويرية تميزه على أساس التوتر بين الجميل والقبيح إلى جانب الهزلي والمأساوي، من الإحساس التقديري، احيلنا إلى الشهوة واللامبالاة والهدوء والمعايير المزدوجة وغيرها من القضايا التي تهم الإنسان.»

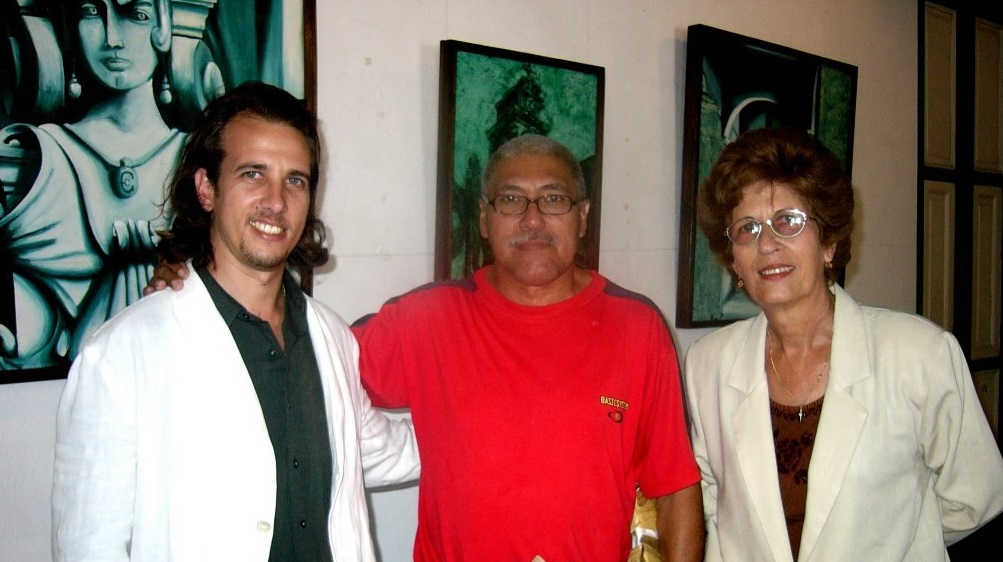
بيدرو بابلو أوليفا مع أوتو ألفاريز وماري جوانا فيرو (أكتوبر 2015)

## الأسلوب
تأثر عمل أوليفا باضطهاد النيوإكبرونيسمية، مع قيادة ملوّنة ولون من التنوع اللوني المكثف. غالبًا ما تصور لوحاته الأطفال والحيوانات والشخصيات الرائعة.

## التقيرات والجوائز
حصل أوليفا على تقدير وجوائز وطنية ودولية لعمله، بما في ذلك:
- تمييز للثقافة الوطنية، منحت من قبل مجلس دولة كوبا في عام 1987.
- ميدالية أليخو كاربنتير، منحت من قبل مجلس دولة كوبا في عام 1994.
- وسام أعضاء منظمة الشرف التابعة لمنظمة الأمم المتحدة للأغذية والزراعة (الفاو)، روما، إيطاليا، في عام 1997.
- الجائزة الوطنية للفنون التشكيلية، التي منحها المجلس الوطني للفنون التشكيلية ووزارة الثقافة في كوبا في عام 2006.

## روابط خارجية
- https://pedropablooliva.com/
- https://pedropablooliva.com/project/pedro-pablo-oliva-cronicas-de-lo-maravilloso-y-otros-temas/ بواسطة خورخي دي لا فوينتي